# Johannes Osten
Pour les articles homonymes, voir Osten.
Johannes Franciscus Osten, né le 14 septembre 1879 à Batavia (Indes orientales néerlandaises, aujourd'hui Jakarta) et mort le 27 mars 1965 à La Haye, est un officier militaire, escrimeur et résistant néerlandais de la Seconde Guerre mondiale.

## Biographie
Fils de colons néerlandais (Hendrik Jan Osten et Elise Augustine Rijckmans), Johannes Osten naît dans l'actuelle capitale de l'Indonésie. Escrimeur de talent, il a participé (à l'épée et au sabre) aux Jeux olympiques intercalaires de 1906, Jeux aujourd'hui réputés non-officiels et a inscrit son nom au palmarès, en obtenant la médaille de bronze de l'épreuve de sabre par équipes. C'est son unique participation aux Jeux : privilégiant sa carrière militaire, qui le ramène en Asie il monte les échelons de la marine néerlandaise, atteignant le poste de vice-amiral. 
De 1931 à 1934, il est le commandant de la flotte néerlandaise aux Indes orientales. Sous son mandat éclate le scandale de la mutinerie du HNLMS De Zeven Provinciën, déclenchée par les marins indonésiens, majoritaires sur le navire, qui se solda par le bombardement du cuirassé par l'aviation néerlandaise, causant la mort de 21 membres d'équipage. Le rôle d'Osten dans la gestion de la crise est inconnu, mais les conséquences furent immenses aux Pays-Bas, où le gouvernement de Charles Ruijs de Beerenbrouck dut démissionner.  
Marié à Josephina Rosina Staverman, Osten a deux fils : Karel Osten (1906-1939) et John Osten (1920-2010). Tandis que Johannes entre dans la Résistance, son fils John tente de rejoindre le Royaume-Uni via la Mer du Nord pour s'engager. Les causes de la mort de Karel sont inconnues, tout comme le rôle exact de Johannes dans la Résistance. Mais son implication dans le réseau lui vaut d'être capturé et emprisonné au pénitencier de Remscheid-Lüttringhausen, prison pour opposants politiques, où il demeure jusqu'à la chute de l'Allemagne. Il fut libéré lors de la prise de la ville par les Américains en avril 1945.

## Palmarès sportif
- Jeux olympiques
  -  Médaille de bronze aux jeux olympiques intercalés de 1906 à Athènes

## Référence
1. ↑  « Généalogie de Johannes Osten », sur geni.com (consulté le 21 décembre 2017)